# Теорема Петерсена

Совершенное паросочетание (красные ребра) в графе Петерсена. Поскольку граф Петерсена кубический и двусвязный, то для него выполнены условия теоремы Петерсена.

Кубический (но не двусвязный) граф без совершенного паросочетания показывает, что условие двусвязности в теореме Петерсена не может быть опущено.

Теорема Петерсена — одна из самых ранних теорем теории графов, названная в честь Юлиуса Петерсена. Утверждение теоремы может быть сформулировано следующим образом:
Теорема Петерсена. Любой кубический двусвязный граф содержит в себе совершенное паросочетание.
Другими словами, если из каждой вершины графа выходит ровно три ребра (граф является 3-регулярным) и каждое ребро принадлежит циклу, то в графе есть множество рёбер, касающихся каждой вершины графа ровно один раз.

## Доказательство
Нужно показать, что для каждого кубического двусвязного графа {\displaystyle G=(V,E)} справедливо, что для каждого набора {\displaystyle U\subseteq V} количество нечётных компонент связности в подграфе {\displaystyle G\backslash U} не превышает мощности {\displaystyle U}. Тогда по теореме Татта {\displaystyle G} содержит совершенное паросочетание.
Пусть {\displaystyle G_{i}} — компонента с нечётным числом вершин в подграфе {\displaystyle G\backslash U}. Пусть {\displaystyle V_{i}} обозначает вершины {\displaystyle G_{i}}, а {\displaystyle m_{i}} обозначает количество ребер {\displaystyle G} с одной вершиной в {\displaystyle V_{i}} и одной вершиной в {\displaystyle U}. Подсчётом двумя способами получаем следующее:
{\displaystyle \sum \nolimits _{v\in V_{i}}\deg _{G}(v)=2|E_{i}|+m_{i},}
где {\displaystyle E_{i}} — это множество рёбер {\displaystyle G_{i}} с обеими вершинами в {\displaystyle V_{i}}. Поскольку
{\displaystyle \sum \nolimits _{v\in V_{i}}\deg _{G}(v)=3|V_{i}|}
нечётно, а {\displaystyle 2|E_{i}|} — чётно, получаем, что {\displaystyle m_{i}} должно быть нечётным. Более того, {\displaystyle m_{i}\geq 3}, так как {\displaystyle G} — двусвязный граф.
Пусть {\displaystyle m} — количество рёбер графа {\displaystyle G}, соединяющих вершины {\displaystyle U} с вершинами графа {\displaystyle G\backslash U}. Каждая компонента с нечётным числом вершин добавляет в {\displaystyle m} минимум 3 уникальных ребра, поэтому количество таких компонент не превышает {\displaystyle m/3}. В худшем случае каждое ребро с одной из вершин в {\displaystyle U} будет учитываться при подсчёте {\displaystyle m}, а поэтому {\displaystyle m\leq 3|U|}. Получается, что
{\displaystyle |U|\geq {\frac {1}{3}}m\geq |odd(G\backslash U)|}
Условие теоремы Татта выполняется. Следовательно, в {\displaystyle G} существует совершенное паросочетание

## История
Теорема была названа в честь датского математика Юлиуса Петерсена. Считается одной из первых теорем теории графов. Впервые теорема появилась в статье 1891 года «Die Theorie der regulären graphs». Доказательство теоремы, представленное Петерсеном, считается сложным по сегодняшним стандартам. Серия упрощений доказательства представлена в доказательствах Фринка (Frink (1926)) и Кёнига (König (1936)).
В современных учебниках теорема Петерсена рассматривается как приложение теоремы Татта.

## Применение
- В кубическом графе с совершенным паросочетанием рёбра, не входящие в это паросочетание, формируют 2-фактор. Ориентируя 2-фактор, рёбра совершенного паросочетания можно расширить до путей длины три, скажем, взяв рёбра, ориентированные наружу. Это показывает, что каждый кубический двусвязный граф раскладывается на непересекающиеся по рёбрам пути длины три[2].
- Теорема Петерсена может быть также применена для того, чтобы показать, что каждый максимальный планарный граф может быть разложен на множество непересекающихся по рёбрам путей длины три. В этом случае двойственный граф будет кубическим и двусвязным, поэтому согласно теореме Петерсена он имеет паросочетание, которое соответствует в исходном графе паре соседних треугольных граней. Каждая пара треугольников даёт путь длины три, включающий ребро, соединяющее треугольники вместе с двумя из четырёх оставшихся рёбер треугольника[3].
- Применяя теорему Петерсена к двойственному графу треугольной сетки и соединяя пары несовпадающих треугольников, можно разложить сетку на циклические полосы треугольников[англ.]. С помощью некоторых дальнейших преобразований его можно превратить в единую полосу — получается метод преобразования треугольной сетки таким образом, что её двойственный граф становится гамильтоновым[4].

## Расширения теоремы

### Количество совершенных паросочетаний в кубических двусвязных графах
Ловас и Пламмер предположили, что количество совершенных паросочетаний, содержащихся в кубическом двусвязном графе, экспоненциально зависит от числа вершин графа {\displaystyle n}. Гипотеза была впервые доказана для двудольных кубических двусвязных графов Voorhoeve (1979), а затем для планарных кубических двусвязных доказательство представили Чудновская & Сеймур (2012). Общий случай был решен в Esperet et al. (2011), где было показано, что каждый кубический двусвязный граф содержит как минимум {\displaystyle 2^{n/3656}} совершенных паросочетаний.

### Алгоритмические версии
Biedl et al. (2001) обсудили эффективные версии теоремы Петерсена. Основываясь на доказательстве Фринка, они получили алгоритм сложности {\displaystyle O(n\log ^{4}(n))} для вычисления совершенного паросочетания в кубическом двусвязном графе с {\displaystyle n} вершинами. Если граф, кроме того, планарный, в той же статье даётся алгоритм сложности {\displaystyle O(n)}. Их ограничение по времени {\displaystyle O(n\log ^{4}(n))} может быть улучшено на основе последующих улучшений времени для поддержания множества мостов в динамическом графе. Дальнейшие улучшения, сокращающие время до {\displaystyle O(n\log ^{2}(n))} или (с дополнительными случайными структурами данных) {\displaystyle O(n\log(n)\log ^{3}(\log(n)))}, были предложены Diks & Stanczyk (2010).

### Повышение степени
Если {\displaystyle G} — регулярный граф степени {\displaystyle d}, рёберная связность которого не меньше {\displaystyle d-1}, и {\displaystyle G} имеет чётное число вершин, то он имеет совершенное паросочетание. Верно даже более сильное условие: каждое ребро графа {\displaystyle G} принадлежит хотя бы одному совершенному паросочетанию. Когда степень {\displaystyle d} нечётна, условие на количество вершин можно опустить, так как в этом случае по лемме о рукопожатиях количество вершин всегда чётно.